# Aeroportul Urzhar
Aeroportul Urzhar (IATA: UZR, ICAO: UASU) este un aeroport din Kazahstanul de Est, Kazahstan ce deservește zona Ürjar staniцasy⁠(d).
aeroportul dispune de o singură pistă.